# Новосілка (Скадовський район)
Новосі́лка —  село в Україні, у Скадовському районі Херсонської області. Населення становить 106 осіб. 24 лютого 2022 року село тимчасово окуповане російськими військами під час російсько-української війни.

## Населення
Згідно з переписом УРСР 1989 року чисельність наявного населення села становила 88 осіб, з яких 37 чоловіків та 51 жінка.
За переписом населення України 2001 року в селі мешкало 105 осіб.

### Мова
Розподіл населення за рідною мовою за даними перепису 2001 року:
| Мова       | Відсоток |
| ---------- | -------- |
| українська | 93,40 %  |
| російська  | 5,66 %   |
| білоруська | 0,94 %   |